# Casa Bussanya (Moià)
Casa Bussanya és una obra barroca de Moià protegida com a Bé Cultural d'Interès Local.

## Descripció
Gran casal urbá construït al segle xviii i façana dividida respectivament a migdia i l'altra a ponent. Entrada per un portal d'arc rebaixat a la banda de migdia que dona pas al vestíbul. La planta noble presenta una barana de pedra. Les obertures (2 a cada vessant de la façana) queden emmarcades per brancals i llindes de pedra. Tot el parament de la façana presenta esgrafiats amb motius geomètrics i vegetals. Es troben en força mal estat.

## Història
Els bussanya s'extingiren amb el matrimoni de Ramon Bussanya i Avelina Ferrer que no varen tenir fills. Aquest van deixar la casa a la parròquia del poble a finals del segle xvii (quan ni havia una comunitat d'uns 30 capellans)